# Megastigmus nigrovariegatus
Megastigmus nigrovariegatus är en stekelart som beskrevs av William Harris Ashmead 1890. Megastigmus nigrovariegatus ingår i släktet Megastigmus och familjen gallglanssteklar. Inga underarter finns listade i Catalogue of Life.